# Thaisaurus
Thaisaurus es un género extinto de ictiopterigios que vivió en el Triásico inferior de lo que ahora es Asia.
En 2010 Maisch creó la familia Thaisauridae para este género encontrado en Tailandia.